# Atzmus
Atzmus — аргентинская метал-группа. Образована в конце 2008 года. Песни исполняются на испанском языке. Особенностью коллектива является использование еврейской тематики, заметно отражающейся как в творчестве, так и в сценических образах музыкантов.

## Состав
- Элиэсер Барлетта (Eliezer Barletta) — вокал, гитара;
- Хосуэ Арруа (Josué Arrúa) — ударные;
- Эмануэль Коэнка (Emanuel Cohenca) — гитара;
- Хавьер Портильо (Javier Portillo) — бас.

## Дискография
В 2010 году группой выпущен первый альбом.
Список композиций:
1. Nigun
2. Ciudad de Luz
3. Vuelve a Empezar
4. El 10 del 7
5. Sobre Hombros de Gigantes
6. Jardines de Fuego
7. Juntos al Este
8. Un Mundo Nuevo
9. Purificandote
10. Estar en Vos
11. La Ultima Generación
12. Hijo del Vientre

Второй альбом NO HAY MUNDO SIN AMOR (2013)
1. Evolución
2. Dulce Mar
3. No Corras Más
4. Contra la Corriente
5. No Hay Mundo sin Amor
6. Conexión Directa
7. Pan
8. No es Cuestión de Suerte
9. Armonía
10. Lágrimas para Crecer
11. Volvé a Tzion
12. Todos Somos Uno

### Видеоклипы
- Cuidad de Luz (2009)
- Dulce Mar (2013)
- Evolución (2013)
- ATZMUS — NoHayMundoSinAmor (2014)
- Ser Humano (2015)

## Публикации
- Joaquín Vismara. Atzmus, entre el rock y la espiritualidad (исп.). RollingStone Argentina (24 октября 2011). Дата обращения: 20 июля 2012. Архивировано из оригинала 29 сентября 2012 года.
- Brian Majlin. Penetrar, oler y degustar (исп.). Página/12 (27 октября 2011). Дата обращения: 20 июля 2012. Архивировано из оригинала 29 сентября 2012 года.
- Alejandro Soifer. Rock pesado para traer al Mesías a la Tierra (исп.). Revista de Cultura (10 июня 2011). Дата обращения: 20 июля 2012. Архивировано из оригинала 29 сентября 2012 года.
- Pablo Raimondi. La suerte en sus manos (исп.). Sí (9 июня 2011). Дата обращения: 20 июля 2012. Архивировано из оригинала 29 сентября 2012 года.
- Sergio Dubcovsky. Knishes, kipá y rock & roll (исп.) // Viva. — 02.10.2011. — P. 86—90.